# Fred Short
Frederick William "Fred" Short foi um ciclista sul-africano.
Competiu representando a África do Sul durante os Jogos Olímpicos de Verão de 1928, realizados na cidade de Amsterdã, Países Baixos, onde terminou em 19º na prova de estrada individual.